# Fuentespreadas
Fuentespreadas ist ein nordwestspanischer Ort und eine Gemeinde (municipio) mit nur noch 290 Einwohnern (Stand: 2024) im Süden der Provinz Zamora in der Autonomen Gemeinschaft Kastilien-León.

## Lage und Klima
Der Ort Fuentespreadas liegt am Zusammenfluss dreier Bäche (arroyos) am westlichen Rand der Kastilischen Hochebene (Meseta Iberica) in einer Höhe von ca. 765 m. Die Provinzhauptstadt Zamora ist gut 28 km (Fahrtstrecke) in nordwestlicher Richtung entfernt; bis nach Salamanca sind es gut 46 km in südlicher Richtung. Das gemäßigte Kontinentalklima wird nur selten vom Atlantik beeinflusst; Regen (ca. 485 mm/Jahr) fällt vorwiegend im Winterhalbjahr.

## Bevölkerungsentwicklung
| Jahr      | 1857 | 1900 | 1950 | 2000 | 2020 |
| Einwohner | 532  | 636  | 736  | 407  | 280  |

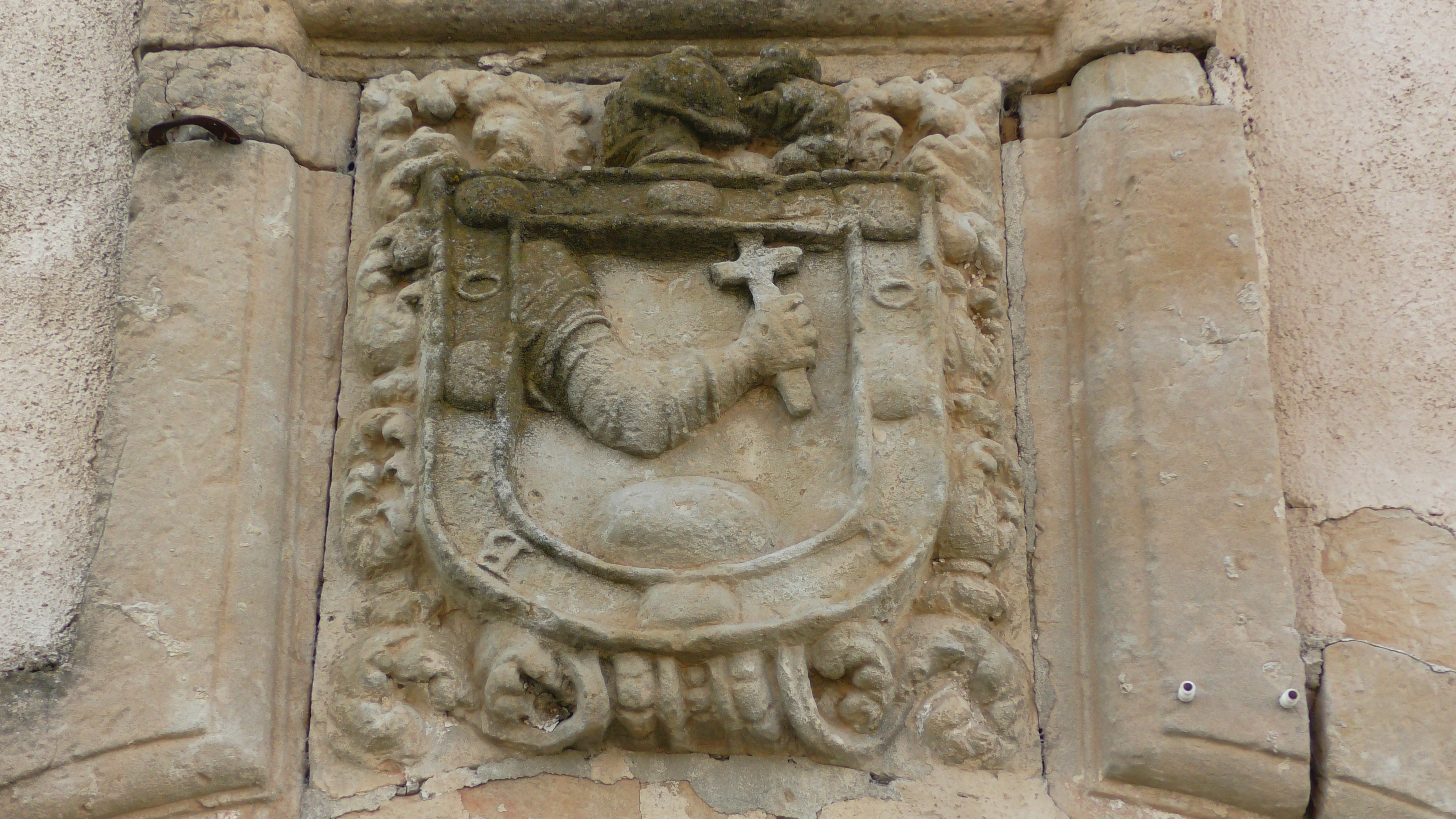
Stuckierter Wappenschild an einem Haus

Infolge der Mechanisierung der Landwirtschaft, der Aufgabe von bäuerlichen Kleinbetrieben („Höfesterben“) und der daraus resultierenden Arbeitslosigkeit auf dem Lande ist die Bevölkerung seit der Mitte des 20. Jahrhunderts deutlich zurückgegangen.

## Wirtschaft
Die Feldwirtschaft, die Anpflanzung von Weinreben, Oliven- und Obstbäumen sowie die Zucht von Rindern, Schafen und Ziegen, spielen traditionell die größte Rolle im Wirtschaftsleben der Gemeinde. Daneben fungierte der Ort bereits im Mittelalter als Handels-, Handwerks- und Dienstleistungszentrum für die – inzwischen aufgegebenen – Weiler und Einzelgehöfte der Region. Einnahmen aus dem Tourismus in Form der Vermietung von als Ferienwohnungen (casas rurales) genutzten leerstehenden Häusern sind seit den 1960er Jahren hinzugekommen.

## Geschichte
In vorrömischer Zeit siedelten in der Region Stammesgruppen vom keltischen Volk der Vettonen, die von den Römern im Jahre 193 v. Chr. unterworfen wurden (Hispanien). Aus spätantiker Zeit stammen mehrere auf dem Gemeindegebiet gefundene und heute im Museo Arqueológico Nacional aufbewahrte Ackergeräte aus Eisen, die zur Freilegung der Fundamente eines römischen Landguts (villa rustica) führten. Aus westgotischer und islamischer Zeit sind keine Funde bekannt. Die Rückeroberung (reconquista) der nur dünn besiedelten und abgelegenen Gebiete durch das Königreich León im 10. und 11. Jahrhundert verlief wahrscheinlich weitgehend kampflos; danach begann die Wieder- – oder besser – Neubesiedlung (repoblación). Die älteste Erwähnung des Ortsnamens Fontibus Predatis stammt aus dem Jahr 1233.

## Sehenswürdigkeiten
- Die einschiffige Iglesia de San Cristóbal entstand bereits im 12./13. Jahrhundert, doch ist der aus weitgehend exakt behauenen Werksteinen errichtete heutige Bau das Ergebnis einer Umgestaltung des 14. Jahrhunderts. Die romanische Apsis wurde in dieser Zeit aufgestockt. Die schmuck- und portallose Westfassade wird von einem zweigeteilten Glockengiebel (espadaña) aus Ziegelsteinen aus dem 19. Jahrhundert überhöht; das Eingangsportal befindet sich in einer später angebauten, seitlich offenen Vorhalle (portico) auf der Südseite.[6]
- An einem Haus nahe der Kirche befindet sich ein Wappenschild (escudo) aus Stuck aus dem 17./18. Jahrhundert.